# Инцидент в Борово-Селе
Инцидент в Борово-Селе (хорв. Pokolj u Borovu Selu, серб. Инцидент у Боровом Селу) — столкновения между хорватским спецназом МВД и сербскими бойцами из числа жителей села и добровольцами из Сербии, произошедшие 1-2 мая 1991 года. В результате столкновений погибли несколько человек с обеих сторон и усилилась напряжённость в регионе.

## Предыстория
Стремление Хорватии отделиться от СФРЮ и националистические меры хорватского правительства привели к росту межнациональной напряжённости в республике. Сербы, компактно проживающие в Краине, потребовали культурной, а затем и политической автономии. После столкновений в Далмации в августе 1990 года они стали создавать отряды самообороны. Весной 1991 года такой отряд был создан и в Борово-Село, где по данным переписи населения сербы составляли 79,88 % жителей.
В середине апреля группа под руководством будущего министра обороны Хорватии Гойко Шушака обстреляла Борово-Село, выпустив по нему три ракеты. После этого сербы, населявшие село, начали готовиться к обороне. Глава местной ТО Вукашин Шошкочанин (впоследствии, 15 мая, погиб, утонув в Дунае) обратился за помощью к оппозиционным партиям СНО и СРП. В село начали прибывать группы добровольцев, получавшие оружие от Территориальной обороны. К маю их собралось около сотни человек.

## Столкновения в селе
В праздник 1 мая в селе вывесили югославский флаг. Этим воспользовалась хорватская сторона и четверо полицейских попытались войти в село и поставить флаг Хорватии. Это им не удалось: сербский отряд под руководством Младена Йовича двух полицейских ранил и взял в плен, двум другим удалось бежать. На следующий день попытку повторили около 200 хорватов, которые на бронетранспортерах и автобусах попытались пробиться к центру села, где оборону заняли сербские бойцы и добровольцы из Сербии. До здания местной администрации они дошли без стрельбы, но после этого попытались рассредоточиться по окрестностям и открыли беспорядочный огонь, убив читавшего газету местного жителя. Вооруженные жители села приняли бой и блокировали хорватский спецназ, командир которого Стипан Бошняк был убит при попытке водрузить флаг на здании правления. Бой длился четыре часа, хорватское подкрепление предпринимало попытки прорваться к своим, но безрезультатно. Между тем, по утверждениям сербской стороны, в самом селе хорваты взяли в заложники персонал местной больницы. В село вошли подразделения 12-й пролетарской механизированной бригады ЮНА, фактически спасшие остатки хорватского отряда. По официальным данным, погибли 12 хорватов и 5 сербов, 22 хорватских полицейских были ранены, но сербы говорили о нескольких десятках убитых и трёх десятках попавших в плен хорватов и наёмников.
В декабре 1992 года мэр Осиека Златко Крамарич признал ответственность хорватской стороны за атаку и заявил, что в ней участвовал и один из тогдашних министров Хорватии.